# Volcà de Santa Margarida
El volcà de Santa Margarida és un volcà apagat de 766 m d'altitud situat a la regió volcànica d'Olot. Està situat al pla de la Cot, a l'oest del municipi de Santa Pau (Garrotxa), i forma part del Parc Natural de la Zona Volcànica de la Garrotxa.

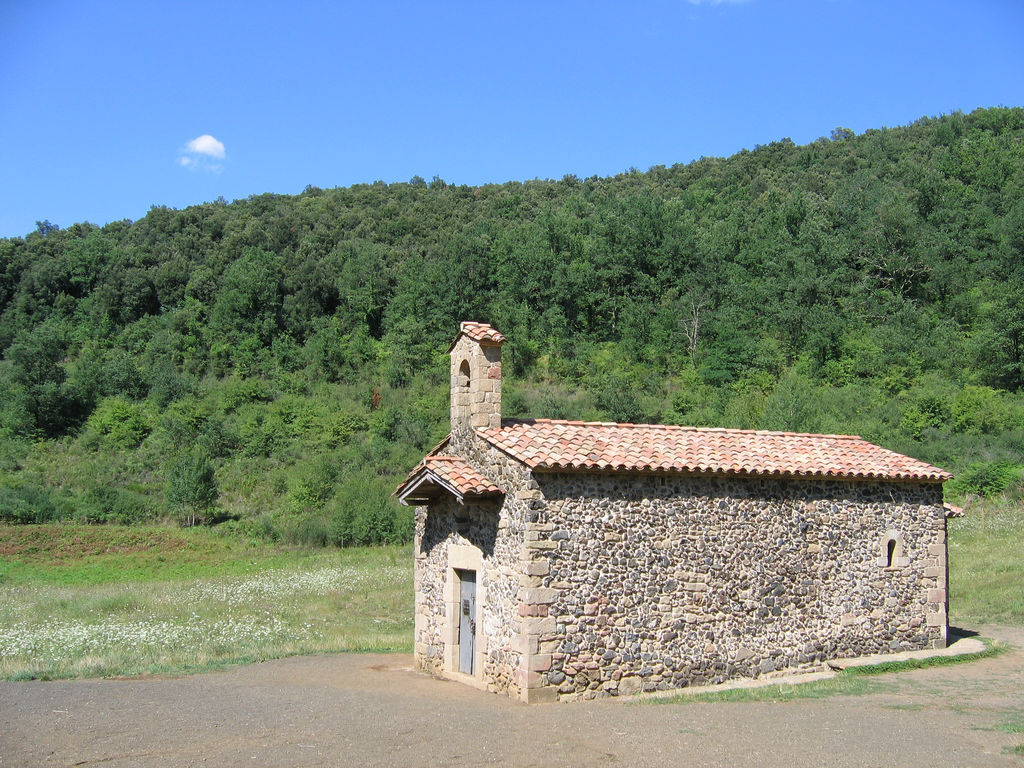
Ermita de Santa Margarida, situada dins el cràter del volcà

És un dels edificis volcànics més importants del sector i la seva extensa boca té uns 2.000 m. de perímetre. Al mig del pla format pel cràter hi ha l'ermita de Santa Margarida de Sacot, d'origen romànic, que dona nom al volcà. El cràter té un diàmetre que s'acosta als 350 m i una fondària de 79 m. És un dels cràters que més conserva la típica morfologia circular i el seu con està envoltat per una àrea boscosa. Va entrar en erupció ara fa uns 11.000 anys.
El 6 de juliol de 2018 la Diputació de Girona i la Generalitat van comprar la finca de 12 hectàrees que el conté i en cediren la gestió al Parc Natural de la Zona Volcànica de la Garrotxa.

## Geologia
El volcà de Santa Margarida és un edifici volcànic de tipus freatomagmàtic que es recolza en els gresos eocènics. El con no està format totalment per materials volcànics, sinó que en el seu vorell intern meridional afloren les roques prevolcàniques a causa de l'encastament del cràter per sota del substrat.
D’acord amb la cartografia dels materials volcànics d’aquest sector, s’ha comprovat que no tots els dipòsits que es troben en els afloraments provenen del volcà de Santa Margarida.
Els nivells basals corresponen a onades piroclàstiques expulsades durant la fase freatomagmàtica del volcà que tenen una dispersió predominant cap a l’est i es van formar com a conseqüència de la interacció del magma amb l’aigua de l’aqüífer de la formació geològica de Bellmunt (Fm Bellmunt) (eocè). La capa intermèdia també va ser originada pel volcà, però la violència de l’erupció en aquesta etapa va ser menys important. Es va formar un dipòsit de caiguda, gairebé estrombolià, encara que la presència d’alguns fragments lítics indica una activitat freatomagmàtica lleu. La dispersió d’aquests materials és radial des del centre eruptiu.
Les escòries de la part superior corresponen a un dipòsit de caiguda estrombolià que no procedeix d’aquest centre eruptiu sinó del volcà del Croscat localitzat un quilòmetre al nord-oest. L’absència d'un paleosol que separi aquests materials dels anteriors, permet deduir que les erupcions d’aquests dos volcans van ser gairebé simultànies.